# Герб Електроуглів
Міське поселення Електроуглі у відповідності з законодавством РФ та геральдичними правилами має власні символи серед яких є герб та прапор. Герб міста було ухвалено 6 листопада 1996 року. Затверджений рішенням Ради депутатів муніципального утворення місто Електроуглі від 5 травня 2008 року. 

## Опис
У червленому полі із золотого, з чорною окантовкою муру виходить вузьке чорне стропило, посередині загострене з п’ятикінечною золотою зіркою, яка має заокруглені виїмки між променями. Від зірки відходять золоті промені – тричі по три, гострим до зірки.

## Обґрунтування символіки
Елементи герба відображають два найстаріших підприємства, навколо яких виросло місто. Два електровуглі говорять про найстаріше підприємство – завод «Електроуглі» на честь якого було названо робітниче селище а потім, у 1956 році місту.Золоті цеглини відображають Кудиновський комбінат керамічних виробів.
Зірка з променями в червоному полі відображає що прожектор з електровугіллям застосовувались на початку Берлінської операції 16 квітня 1945 року – завершальної битви німецько-радянської війни.
Золото – символ багатства, сталості, поваги та інтелекту
Червоний колір – символ праці, мужності, сили, краси та свята
Чорний колір – символ мудрості, скромності, вічності.

## Автори герба
Ідея герба: Костянтин і Юрій Моченови (Хімки)
художник: Роберт Маланічев (Москва). 